# Représentations de Catherine d'Aragon dans les arts et la culture

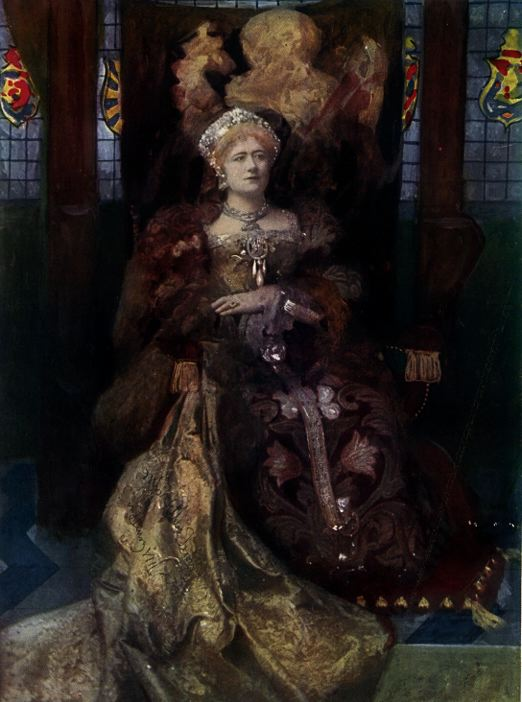
Dame Ellen Terry en tant que Catherine d'Aragon.

Catherine d'Aragon était reine d'Angleterre de juin 1509 à mai 1533 en tant que première épouse du roi Henri VIII. Elle a été représentée à de nombreuses reprises dans des films, des séries, des pièces de théâtre, des romans, des chansons, des poèmes et d'autres formes créatives et, par conséquent, elle est restée dans la mémoire populaire.

## Dans la culture populaire

### Arts et séries télévisées
Le premier épisode de Les six femmes d'Henri VIII, est racontée de son point de vue (et elle est interprétée par Annette Crosbie). Charlotte Hope la joue dans la mini-série The Spanish Princess, diffusée sur la chaîne Starz, inspirée du livre The Constant Princess de Philippa Gregory. La pièce Henri VIII de William Shakespeare réussit à recréer avec une grande précision la déclaration de Catherine sur la légitimité de son mariage à la cour de Blackfriars devant le roi Henri, et la représentation de Catherine par Shakespeare est remarquablement sympathique ; cependant, la majeure partie du reste de la pièce est une tentative d'absoudre beaucoup, en particulier Henri VIII, et le moment des incidents clés (y compris la mort de Catherine) est modifié et d'autres événements sont évités (la pièce fait d'Henri un pion presque innocent entre les mains d'un ignoble cardinal Wolsey, et la pièce s'arrête avant l'exécution d'Anne Boleyn).
En janvier 2013, la National Portrait Gallery de Londres révèle que ses conservateurs avaient découvert qu'un portrait du Lambeth Palace, autrefois considéré comme un portrait de Catherine Parr, représente en fait Catherine d'Aragon. La National Portrait Gallery a annoncé que le tableau, qui était accroché dans un salon privé de l'archevêque de Cantorbéry depuis au moins le XIXe siècle, serait associé à un portrait d'Henri VIII déjà dans la collection du musée et resterait au musée en location.

### Musique et poèmes
- La chanson Green Groweth the Holly aurait été écrite pour elle par Henri VIII[3] ;
- Dans la comptine pour enfants I Had a Little Nut Tree, elle est la « fille du roi d'Espagne »[4] ;
- Dans l'album The Six Wives of Henry VIII de Rick Wakeman, Catherine of Aragon en est la première piste[5].

### Livres
Catherine est le personnage principal dans :
- Katharine, The Virgin Widow, The Shadow of the Grenade, et The King's Secret Matter (publié plus tard dans un omnibus Katharine d'Aragon ) par Jean Plaidy.
- My Catalina par Maureen Peters.
- The King's Pleasure par Norah Lofts.
- The Constant Princess de Philippa Gregory (un roman sur les jeunes années de Catherine).
- Patience, Princess Catherine de Carolyn Meyer (roman pour jeunes adultes).
- Isabella's Daughter par Charity Bishop.
- Catherine of Aragon/ My Tudor Queen par Alison Prince.
- Katherine of Aragon, The True Queen par Alison Weir.
- Falling Grenade Seeds: The Duty of Daughters (The Katherine of Aragon Story Book 1) par Wendy J. Dunn.
- Falling Pomegranate Seeds: All Manner of Things (The Katherine of Aragon Story Book 2) par Wendy J. Dunn.
- Catherine of Aragon: An Intimate History of Henry VIII's True Wife par Amy License.

Catherine est un personnage dans :
- Murder Most Royal de Jean Plaidy.
- The Trusted Servant par Alison Macleod.
- The Other Boleyn Girl, The King's Curse et Three Sisters, Three Queens de Philippa Gregory.
- The Dark Rose, Volume 2 de The Morland Dynasty, de Cynthia Harrod-Eagles.
- Wolf Hall par Hilary Mantel.
- I, Elizabeth de Rosalind Miles.
- Keeper of the King's Secrets par Michelle Diener.

### Théâtre, cinéma  et télévision
Catherine a été représentée par :
- Sarah Siddons au XVIIIe siècle, dans Henri VIII de Shakespeare. Elle a dit à Samuel Johnson que le rôle de la reine Catherine était son préféré de tous les rôles shakespeariens qu'elle avait joués, car c'était « le plus naturel ».
- Violet Vanbrugh dans la production de courts métrages de 1911 de la pièce Henri VIII de William Shakespeare (première représentation cinématographique).
- L'actrice allemande Hedwig Pauly-Winterstein dans le film de 1920 Anna Boleyn.
- Rosalie Crutchley dans La Rose et l'Épée, un récit de la romance de Marie Tudor avec le duc de Suffolk en 1515.
- L'actrice grecque Irene Papas dans le film Anne des mille jours de Hal B. Wallis (1969).
- L'actrice britannique Annette Crosbie dans un drame télévisé de 90 minutes intitulé Catherine d'Aragon, la première partie de la série de la BBC Les Six femmes d'Henri VIII, pour laquelle elle a remporté le BAFTA TV Award de la meilleure actrice en 1971.
- Frances Cuka dans le film de 1972 Henry VIII and his Six Wives, basé sur la série télévisée ci-dessus. Keith Michell a repris son rôle de Henry VIII. Une scène a été incorporée entre Frances Cuka et Charlotte Rampling (jouant Anne Boleyn) pour montrer leur inimitié silencieuse et glaciale.
- Annabelle Dowler dans la série documentaire de 2001 de David Starkey The Six Wives of Henry VIII.
- L'actrice espagnole Yolanda Vasquez, une brève apparition dans la version télévisée britannique de The Other Boleyn Girl (janvier 2003), face à Jared Harris dans le rôle d'Henri VIII et Natascha McElhone dans le rôle de Mary Boleyn.
- Assumpta Serna dans le drame télévisé en deux parties Henry VIII, diffusé sur ITV en octobre 2003, qui mettait en vedette Ray Winstone dans le rôle titre. La partie 1 a relaté la vie du roi depuis la naissance de son fils bâtard, Henry Fitzroy jusqu'à l'exécution d'Anne Boleyn en 1536. David Suchet a partagé la vedette en tant que Cardinal Wolsey.
- Marge Simpson (doublée par Julie Kavner), dans le rôle de « Margerine d'Aragon » dans l'épisode En Marge de l'histoire, de la série d'animation Les Simpson, diffusé en 2004 aux États-Unis.
- Maria Doyle Kennedy dans la série télévisée Showtime 2007 Les Tudors face à Jonathan Rhys Meyers dans le rôle d'Henri. Pour sa performance, Kennedy a remporté un prix IFTA de la meilleure actrice dans un second rôle télévisé et un prix Gemini pour une actrice dans un second rôle vedette dans une série dramatique.
- Ana Torrent dans l'adaptation cinématographique de 2008 de Deux Sœurs pour un roi, avec Eric Bana dans le rôle d'Henri VIII.
- Virginia Weeks l'a représentée dans la pièce Six Dead Queens and an Inflatable Henry.
- En 2008, elle a été jouée par Victoria Peiró dans le film The Twisted Tale of Bloody Mary.
- Elle est jouée par Siobhan Hewlett dans le documentaire de 2009 Henry VIII: The Mind of a Tyrant.
- Kate Duchêne dans une adaptation en 2010 de Henri VIII de Shakespeare au Shakespeare's Globe Theatre.
- Joanne Whalley dans Dans l'ombre des Tudors.
- Natalia Rodríguez Arroyo dans la série historique espagnole Isabel.
- Mélida Molina dans la série historique espagnole Carlos, rey emperador.
- Paola Bontempi dans le programme d'histoire Six Wives with Lucy Worsley, diffusé sur BBC One.
- Jarneia Richard-Noel dans la comédie musicale Six de 2017, de Toby Marlow et Lucy Moss. Il a ouvert ses portes dans le West End en 2019.
- Adrianna Hicks dans la production de Broadway de Six, qui a débuté en octobre 2021.
- Jessica Ransom dans Horrible Histories (série télévisée de 2015).
- Charlotte Hope incarne Catherine dans la mini-série The Spanish Princess, diffusée sur Starz, qui est inspirée de deux romans de Philippa Gregory. La série a été diffusée en mai 2019.